# Rio Caveiras
O rio Caveiras  é um curso de água do estado de Santa Catarina, no Brasil.
Nasce acima dos 1300 m, na serra Geral, na cidade de Painel, localidade de Farofa. É um rio importante por abastecer a cidade de Lages, passando ao sul e a oeste da qual está situada a represa Caveiras.
Corre para oeste, desagua no rio Canoas, próximo à cidade de Abdon Batista.
A bacia do rio Caveiras inicia na região do município de Painel, passa por Lages, até desaguar no rio Canoas, na região do Salto dos Marianos em São José do Cerrito. No perímetro urbano de Lages, a bacia é composta também pelos rios Ponte Grande e Carahá.

## Biodiversidade
Há na bacia do Rio Caveiras o registro de 330 espécies de aves, sendo que dessas 34 são ameaçadas de extinção; há o registro de 35 espécies de anfíbios e 23 espécies de répteis com seis espécies tendo algum nível de ameaça de extinção; e 43 espécies de mamíferos, das quais 14 possuem algum grau de ameaça de extinção.

## Qualidade da água
Os níveis de coliformes e salmonelas apresentam valores acima de 1000 UFC/100 ml.